# زانکت ایلگن
زانکت ایلگن (به آلمانی: Sankt Ilgen) یک منطقهٔ مسکونی در اتریش است که در بروک مورتسوچلاگ واقع شده‌است. زانکت ایلگن ۷۳٫۴۴ کیلومتر مربع مساحت دارد ۷۳۶ متر بالاتر از سطح دریا واقع شده‌است.